# Stockett
Stockett é uma região censitária e comunidade não incorporada situada no condado de Cascade, no estado estadunidense de Montana. Segundo o censo realizado em 2010 tinha uma população de 169 habitantes.  Stockett tem uma estação de correios com o código zip 59480.

## Geografia
Segundo o United States Census Bureau, a região censitária de Stockett tem uma área de 3,80 km2. todos de terra.

## Clima
De acordo com a classificação climática de Köppen-Geiger, Stockett tem um clima semiárido.